# Бінгер (Оклахома)
Бінгер (англ. Binger) — місто (англ. town) в США, в окрузі Каддо штату Оклахома. Населення — 438 осіб (2020).

## Географія
Бінгер розташований за координатами 35°18′37″ пн. ш. 98°20′36″ зх. д. / 35.31028° пн. ш. 98.34333° зх. д. (35.310416, -98.343200).  За даними Бюро перепису населення США в 2010 році місто мало площу 2,26 км², уся площа — суходіл.

## Демографія
Згідно з переписом 2010 року, у місті мешкали 672 особи в 263 домогосподарствах у складі 177 родин. Густота населення становила 298 осіб/км².  Було 311 помешкання (138/км²).
Расовий склад населення:
| - 73,7 % — білих - 14,0 % — корінних американців - 3,6 % — чорних або афроамериканців - 2,5 % — осіб інших рас |

До двох чи більше рас належало 6,3 %. Частка іспаномовних становила 5,1 % від усіх жителів.
За віковим діапазоном населення розподілялося таким чином: 24,6 % — особи молодші 18 років, 52,6 % — особи у віці 18—64 років, 22,8 % — особи у віці 65 років та старші. Медіана віку мешканця становила 42,3 року. На 100 осіб жіночої статі у місті припадало 84,6 чоловіків;  на 100 жінок у віці від 18 років та старших — 79,2 чоловіків також старших 18 років.
Середній дохід на одне домашнє господарство  становив 48 868 доларів США (медіана — 36 875), а середній дохід на одну сім'ю — 59 509 доларів (медіана — 52 292). Медіана доходів становила 40 208 доларів для чоловіків та 33 958 доларів для жінок. За межею бідності перебувало 16,2 % осіб, у тому числі 10,6 % дітей у віці до 18 років та 23,1 % осіб у віці 65 років та старших.
Цивільне працевлаштоване населення становило 199 осіб. Основні галузі зайнятості: освіта, охорона здоров'я та соціальна допомога — 21,1 %, роздрібна торгівля — 16,1 %, сільське господарство, лісництво, риболовля — 12,1 %, транспорт — 11,1 %.